# Luật tục về bảo vệ nguồn lợi thủy sản dưới sông, suối
Luật tục về bảo vệ nguồn lợi thủy sản dưới sông, suối là một luật tục của đồng bào dân tộc thiểu số Người Mường, được các Lang, Đạo, chức sắc nâng lên thành lệ tục. 

## Thời gian
Gần như là quanh năm, chỉ 1-2 lần trong năm vào các dịp giỗ chạp nhà Lang, dân Mường mở hội mới đánh bắt cá ở các khúc sông cấm.

## Ranh giới
Trên các con sông, suối được chọn ngăn từng khúc, từng khoang. Những khúc, khoang sông, suối đã được ngăn đó trong các ngày thường không ai được phép đánh bắt cá. Còn ngoài những nơi bị cấm, dân mường được tự do đánh cá về ăn. Việc cấm đánh cá, bảo vệ những khúc, khoang sông đó còn được thần thánh, tâm linh hóa, nên ngoài việc sợ Lang, Đạo phạt, dân Mường còn sợ làm khinh động đến nơi ở của các loại thần thủy tộc như: rồng, khú, thuồng luồng… nên việc chấp hành rất nghiêm chỉnh.
Sông cấm thường hội đủ các yếu tố như: nửa sông sâu, dòng nước chảy vừa phải, có bãi cát ngầm thoai thoải hay những hang, hốc đá ngầm… rất thuận lợi cho các loại cá sinh đẻ và trốn tránh kẻ thù. Những nơi cấm chính là nguồn cung cấp giống bền vững cho sự tái tạo, phát triển ổn định, lâu dài của các loài cá. 

## Chế tài phạt
Phạt vật chất đối với người vi phạm cũng rất nặng. Tuy có lo sợ cái chính là do ý thức tự giác của mỗi người dân trong việc chấp hành hương ước, lệ mường nên việc chấp pháp rất nghiêm minh.